# Левитов, Илья Семёнович
Илья Семенович Левитов (1850, Алешки, Таврическая губерния — ? 1918) — российский журналист и этнограф.

## Жизнь и сочинения
В 1870-72 гг. учился в Новороссийском университете, в 1873 году переводится в Гейдельбергский университет, где на него оказал влияние А. М. Сибиряков. Был автором нескольких путеводителей.
Служил в пароходстве Курбашова и Игнатова, А. М. Сибирякова в Сибири. Секретарь временного Тюменского комитета для оказания помощи переселенцам (с 1884), землевладелец.
Участник поездок в Маньчжурию, Китай, Японию, Индию и Индокитай, Европу. Работал при городском управлении Порт-Артура, где сотрудничал с «Новым краем». Во время осады Порт-Артура дневники и записи И.Левитова были утеряны. Автор публикаций о переселенцах в Сибирь (см. рецензию И. С. Аксакова).

## Идея «Жёлтой России»
Левитов считается автором термина Желтороссия. В ряде статей и брошюр он развивал проект создания особой территории на крайних юго-восточных рубежах Российской империи — «жёлтой России». Он писал:
«Под Желтороссией я понимаю пространство, в котором русский элемент смешивается с желтой расой, особенно то, которое простирается от Байкала к Тихому океану. Это пространство как бы изолировано от России и имеет с ней нечто общее» (Желтороссия как буферная колония. СПб., 1905. )
«Жёлтая Россия» обеспечила бы Российской империи возможность экспансии в направлении Жёлтого моря и при этом была бы буфером между ней и Японией. Эта концепция вызвала дискуссию среди российских публицистов — сторонников колониальной экспансии в период, предшествовавший войне с Японией.

## Работы
- Путеводитель по достопримечательностям Москвы (1881)
- Путеводитель по центру Москвы (1882)
- От Москвы до Томска // Русская мысль, 1883. — Кн. 7. — С. 1-30, (2-я паг.).
- Путеводитель по Западной Сибири (1884)
- Сибирские монополисты (брошюра, 1892)
- Сибирские коршуны (1893)
- Жёлтая Россия. Доклад (СПб., 1901)
- Желтороссия как буферная колония (СПб., 1905)
- Стандарт русских прядильных материалов и его государственное значение (СПб, 1913)